# Classe Settembrini
La classe Settembrini est une classe de 2 sous-marins de moyenne croisière construits pour la Regia Marina (auxquelles s'ajoutent trois autres pour l'Argentine) ayant servi pendant la Seconde Guerre mondiale.
La classe italienne Settembrini a été conçu par l'ingénieur naval Virginio Cavallini et a fonctionné pendant toute la Seconde Guerre mondiale, même après l'Armistice de Cassibile.

## Conception et description
La classe Settembrini était une version améliorée et élargie des précédents sous-marins de la classe Mameli. Ils déplaçaient 953 tonnes en surface et 1 153 tonnes en immersion. Les sous-marins mesuraient 69,11 mètres de long, avaient une largeur de 6,61 mètres et un tirant d'eau de 4,45 mètres. Ils avaient une profondeur de plongée opérationnelle de 80 mètres. Leur équipage comptait 56 officiers et soldats.
Pour la navigation de surface, les sous-marins étaient propulsés par deux moteurs diesel TOSI de 1 500 chevaux (1 119 kW), chacun entraînant un arbre d'hélice. En immersion, chaque hélice était entraînée par un moteur électrique Ansaldo de 650 chevaux-vapeur (478 kW). Ils pouvaient atteindre 17,5 noeuds (32,4 km/h) en surface et 7,7 noeuds (14,3 km/h) sous l'eau. En surface, la classe Settembrini avait une autonomie de 6 200 milles nautiques (11 500 km) à 7,3 nœuds (13,5 km/h); en immersion, ils avaient une autonomie de 100 milles nautiques (190 km) à 3 nœuds.
Les sous-marins étaient armés de huit tubes lance-torpilles de 53,3 centimètres, quatre à la proue et quatre à la poupe, pour lesquels ils transportaient au total 12 torpilles. Ils étaient également armés d'un seul canon de pont 102/35 Model 1914 (4 pouces) à l'avant de la tour de contrôle (kiosque) pour le combat en surface. Leur armement anti-aérien consistait en deux ou quatre mitrailleuses Breda Model 1931 de 13,2 mm,.

## Navires de la classe
| Regia Marina - Classe Settembrini | Regia Marina - Classe Settembrini               | Regia Marina - Classe Settembrini | Regia Marina - Classe Settembrini | Regia Marina - Classe Settembrini | Regia Marina - Classe Settembrini                                          |
| Sous-marin                        | Chantier                                        | Début de construction             | Lancement                         | Entrée en service                 | Destination finale                                                         |
| --------------------------------- | ----------------------------------------------- | --------------------------------- | --------------------------------- | --------------------------------- | -------------------------------------------------------------------------- |
| Luigi Settembrini                 | Cantieri navali Tosi di Taranto (TOSI), Tarente | 16 avril 1928                     | 28 septembre 1930                 | 25 janvier 1931                   | Coulé par une collision avec le USS Frament (APD-77), le 15 novembre 1944. |
| Ruggiero Settimo                  | Cantieri navali Tosi di Taranto (TOSI), Tarente | 16 juin 1928                      | 29 mars 1931                      | 25 avril 1932                     | Rayé de la liste de la marine, le 23 mars 1947.                            |

## Historique
Ils ont joué un rôle mineur dans la guerre civile espagnole de 1936-1939 en soutenant les nationalistes espagnols.

### Luigi Settembrini
Le Luigi Settembrini (du nom du patriote et écrivain du Risorgimento) est envoyé en Espagne aux côtés des franquistes et le 3 septembre 1937, il coule, sous le commandement du lieutenant de vaisseau (tenente di vascello) Peppino Manca, le navire marchand soviétique Blagoev.
Pendant la Seconde Guerre mondiale, il a effectué de nombreuses missions sans signaler de naufrage. Après l'armistice, il est envoyé aux États-Unis, mais pendant le transfert, il est accidentellement entré en collision avec le destroyer USS Frament (APD-77) de l'US Navy (la marine américaine) et a coulé. Seuls huit hommes ont été retrouvés.

### Ruggiero Settimo
Après avoir participé à la guerre civile espagnole, il est utilisé intensivement en Méditerranée, toujours sans couler de navires. En mars 1943, il est envoyé à Pula, à l'école de sous-marins. Il est déclassé le 1er février 1948.